# Ocupación de Grecia por las fuerzas del Eje

Las tres zonas de ocupación. El color azul indica el italiano, rojo el alemán y verde el territorio anexado por Bulgaria. La zona italiana fue tomada por los alemanes en septiembre de 1943.

La ocupación de Grecia por las fuerzas del Eje durante la Segunda Guerra Mundial (en griego: Η Κατοχή, I Katojí, que significa "La Ocupación") comenzó el 6 de abril de 1941, tras la invasión alemana e italiana de Grecia, y se llevó a cabo junto con las fuerzas de Bulgaria. La ocupación duró hasta la retirada alemana de la parte continental griega en octubre de 1944. En algunos casos, sin embargo, como en Creta y otras islas del Mar Egeo, las guarniciones alemanas se mantuvieron en control hasta mayo y junio de 1945.
La Italia fascista inicialmente invadió Grecia el 28 de octubre de 1940 pero fue derrotada, con el Ejército griego empujando a los invasores de vuelta a Albania, el país del que se había lanzado el ataque italiano. Esto obligó a Hitler a cambiar su enfoque militar de la preparación de la "Operación Barbarroja" y preparar una intervención para auxiliar a su aliado en el sur de los Balcanes. Tras una rápida campaña de Blitzkrieg alemana en abril de 1941, a mediados de mayo Grecia estaba bajo la ocupación conjunta de tres potencias del Eje: Alemania, Italia y Bulgaria. El Estado helénico fue establecido inmediatamente después de la derrota del país. El gobierno oficial reconocido por los Aliados se exilió, junto con el Rey de Grecia, en territorio británico.
La ocupación provocó terribles penurias para la población civil griega. Más de 300 000 civiles murieron a causa del hambre, miles más por las represalias, y la economía del país quedó en ruinas. Al mismo tiempo se formó la resistencia griega, uno de los movimientos de resistencia más efectivos de la Europa ocupada. Estos grupos de resistencia lanzaron ataques guerrilleros contra las fuerzas de ocupación nazis y crearon extensas redes de espionaje, pero hacia finales de 1943 comenzaron a luchar entre sí. Cuando la liberación se produjo en octubre de 1944 Grecia se encontraba en un estado de crisis, que pronto dio lugar al estallido de la guerra civil griega.

## Caída de Grecia
A las 3 de la madrugada del 28 de octubre de 1940 el embajador de Italia, Emmanuel Grazzi, despertó al primer ministro griego Ioannis Metaxas y le presentó un ultimátum. Metaxas rechazó este y las fuerzas italianas invadieron el territorio griego desde Albania menos de tres horas más tarde (el aniversario de la negativa de Grecia a aceptar las exigencias italianas es ahora una fiesta nacional en Grecia). Mussolini lanzó la invasión en parte para demostrar que los italianos podían lograr éxitos militares iguales a los del Ejército alemán y en parte porque Mussolini consideraba el sureste de Europa como dentro de la esfera de influencia italiana.

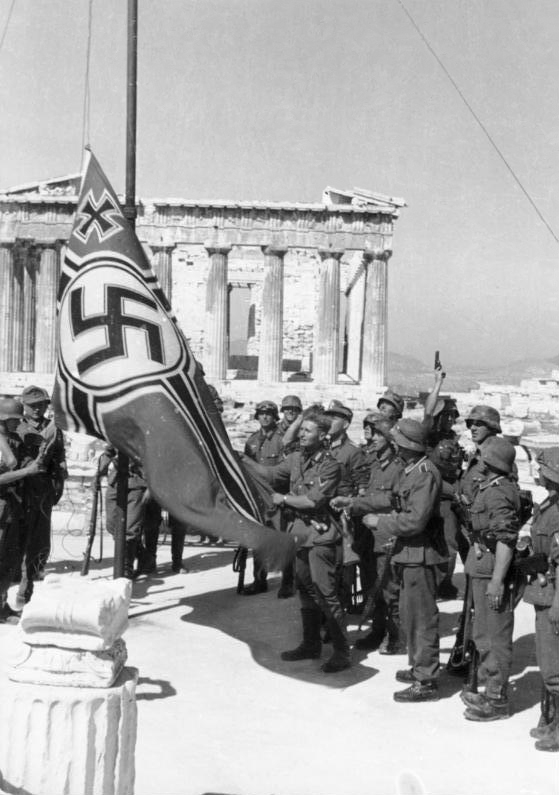
Soldados alemanes poniendo la Reichskriegsflagge sobre la Acrópolis. Fue arriada en uno de los primeros actos de la resistencia.

El Ejército griego resultó ser un rival más capaz de lo que Mussolini había pensado y aprovechó el terreno montañoso de Epiro para la defensa. Las fuerzas griegas contraatacaron y obligaron a los italianos a retirarse. A mediados de diciembre, los griegos habían ocupado casi una cuarta parte de Albania, antes de que los refuerzos italianos y el duro invierno detuvieran el avance griego. En marzo de 1941, un contraataque italiano fracasó y las tropas italianas sólo volvieron a ocupar pequeñas áreas alrededor de Himarë y Grabova. La derrota inicial de la invasión italiana a manos de Grecia se considera la primera victoria continental de los Aliados en la Segunda Guerra Mundial, aunque finalmente la campaña, principalmente gracias a la intervención de Alemania en la primavera de 1941, resultó ser una victoria para el Eje.
Quince de las veintiuna divisiones griegas fueron desplegadas contra los italianos, por lo que sólo seis divisiones se enfrentaron al ataque de las tropas alemanas en la Línea Metaxas (cerca de la frontera entre Grecia y Bulgaria) y en Macedonia durante los primeros días de abril. Grecia recibió la ayuda de las tropas de la British Commonwealth, que se trasladaron del frente libio por órdenes del primer ministro británico Churchill.
El 6 de abril de 1941 Alemania acudió en auxilio de Italia e invadió Grecia a través de Bulgaria y de la Macedonia yugoslava. Las exiguas unidades griegas y de la British Commonwealth se defendieron, pero se vieron desbordadas.
El 20 de abril, después de que la resistencia griega en el norte hubiese cesado, el Ejército de Bulgaria entró en la Tracia griega, con el objetivo de recuperar su salida al mar Egeo en el oeste de Tracia y Macedonia oriental. Los búlgaros ocuparon el territorio entre el río Estrimón y una línea de demarcación que atravesaba Alexandrúpoli y Svilengrad, al oeste del río Evros.
La capital griega, Atenas, cayó el 27 de abril y el 1 de junio, después de la captura de Creta, toda Grecia se encontró bajo la ocupación del Eje.

## La Triple Ocupación

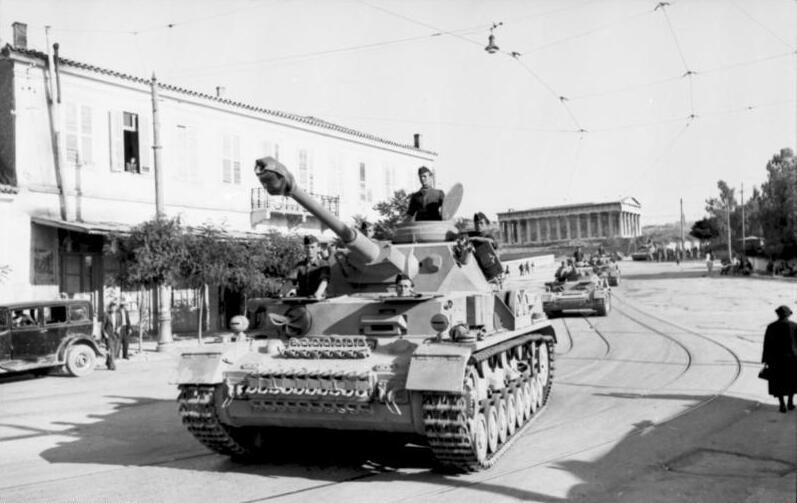
Panzer IV alemán Ausf. G en Atenas en 1943.

La ocupación de Grecia se dividió entre Alemania, Italia y Bulgaria. Las fuerzas alemanas ocuparon algunas zonas de importancia estratégica, a saber: Atenas (bajo ocupación mixta italo-germana), Tesalónica con Macedonia Central, la zona fronteriza con Turquía y varias islas del Egeo, incluyendo la mayoría de Creta. La mayor parte del noreste de Grecia cayó bajo la ocupación de Bulgaria y fue anexada a ésta, que durante mucho tiempo  había reivindicado estos territorios. Los dos tercios restantes de Grecia fueron ocupados por Italia, con las Islas Jónicas de administración directa como territorios italianos. Después de la capitulación de Italia en septiembre de 1943, la zona italiana fue tomada por los alemanes, a menudo acompañada de violencia hacia las guarniciones de Italia. Hubo un intento fallido por los británicos para aprovechar la rendición de Italia para volver a entrar el mar Egeo en la Campaña del Dodecaneso. 

### La zona de ocupación alemana

#### La explotación económica y la Gran Hambruna
Grecia sufrió mucho durante la ocupación. La débil economía del país ya había sido devastada por seis meses de larga guerra, y se añadió la explotación económica implacable por los alemanes. Ya en la primavera de 1941 la economía nacional se encontraba arruinada y el país sufría escasez de combustible, alimentos, energía, semillas y forraje.
Materias primas y alimentos fueron requisados, y el gobierno colaboracionista se vio obligado a pagar el costo de la ocupación, dando lugar a la inflación, agravada por un "préstamo de guerra" que Grecia se vio obligada a conceder al Reich alemán. Alemania llevó a cabo en Grecia una explotación similar a la de otros territorios de Europa oriental, deseando obtener el máximo beneficio económico a corto plazo sin tener en cuenta las necesidades de la población. Las requisiciones, junto con el bloqueo de los Aliados a Grecia, el estado ruinoso de las infraestructuras del país y el surgimiento de un notable mercado negro causaron la gran hambruna del invierno de 1941-42 (en griego antiguo: Μεγάλος Λιμός), en la se calcula que 300 000 personas murieron. De ellas, según cálculos de la Cruz Roja,  73.244 lo hicieron por hambre entre septiembre de 1941 y mayo de 1942. Las zonas montañosas, siempre dependientes de la producción de alimentos de las llanuras, sufrieron especialmente.
A pesar de la ayuda de los países neutrales, como Suecia y Turquía (véase SS Kurtuluş), la inmensa mayoría de los productos alimenticios iban a parar a manos de los funcionarios públicos y estraperlistas, que utilizan sus contactos con las autoridades de ocupación del Eje para "comprar" su ayuda y luego revenderla a la población desesperada a precios enormemente inflados. El gran sufrimiento y la presión del gobierno griego exiliado forzó a los británicos a levantar parcialmente el bloqueo y, desde el verano de 1942, la Cruz Roja Internacional fue capaz de distribuir suministros en cantidades suficientes.

#### Las atrocidades nazis

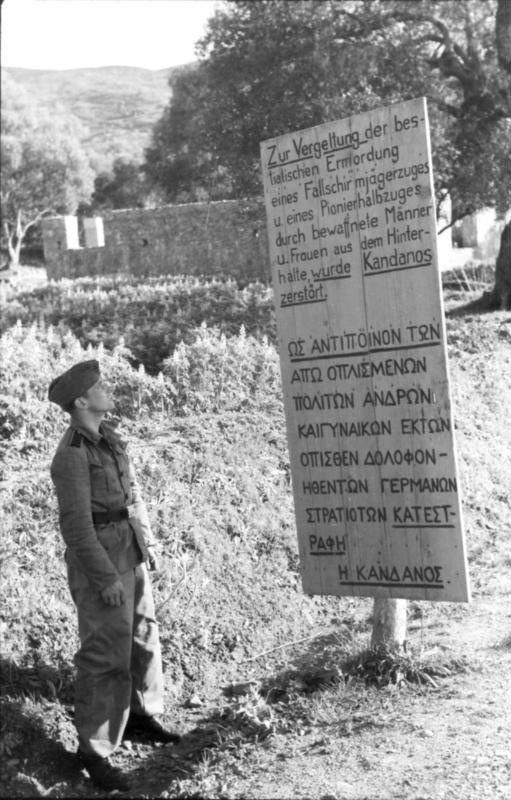
Letrero erigido en el pueblo de Kandanos de Creta, que fue totalmente destruido por los alemanes como represalia por un ataque partisano.

El aumento de los ataques de los partisanos en los últimos años de la ocupación trajo como resultado un número de creciente de ejecuciones de civiles en represalia. En total, los alemanes ejecutaron a unos veintiún mil griegos, los búlgaros, cuarenta mil y los italianos nueve mil.
Los ejemplos más famosos en la zona alemana son los de la aldea de Kommeno, el 16 de agosto de 1943, donde 317 habitantes fueron ejecutados por la 1ª Gebirgs-Division y la aldea incendiada, la masacre de Kalavryta, el 13 de diciembre de 1943, en el que tropas de la Wehrmacht de la 117 Jäger Division llevó a cabo el exterminio de toda la población masculina y la total destrucción posterior de la ciudad, y la masacre de Distomo el 10 de junio de 1944, donde una unidad de la policía de la SS saqueó y quemó el pueblo de Distomo en Beocia, en la que murieron 218 civiles. Al mismo tiempo, en el curso de la campaña concertada contra los guerrilleros, cientos de aldeas fueron sistemáticamente incendiadas y casi un millón griegos se quedaron sin hogar.
Otros dos actos de brutalidad notables fueron la matanza de tropas italianas en las islas de Cefalonia y Kos en septiembre de 1943, durante la toma alemana de las zonas de ocupación italiana. En Cefalonia, la división Acqui de doce mil italianos fue atacada el 13 de septiembre por elementos de la 1ª Gebirgs-Division con apoyo de los Stuka, y obligada a rendirse el 21 de septiembre, después de haber sufrido unas mil trescientas bajas. Al día siguiente, los alemanes comenzaron a ejecutar a sus prisioneros y no se detuvieron hasta fusilar a más de cuatro mil quinientos italianos. Los cerca de cuatro mil supervivientes fueron embarcados en buques para el continente, pero algunos de ellos se hundieron al chocar con minas en el Mar Jónico, muriendo otros tres mil. La matanza de Cefalonia sirvió como trasfondo para la novela La mandolina del capitán Corelli.

### La zona de ocupación italiana

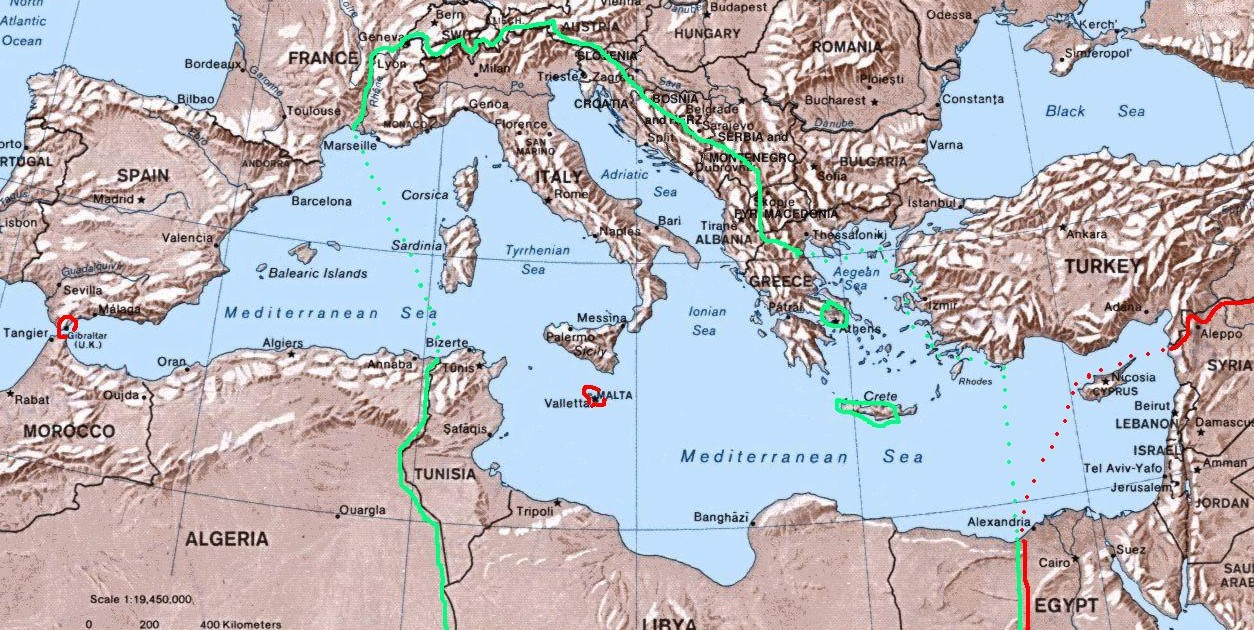
Extensión máxima de ocupación italiana en el Mediterráneo (dentro de la línea y puntos verdes), en 1942. Aquí se ve que Italia tiene toda la costa este de Balcanes, una parte de Francia y todo el este del Egipto.

Los italianos ocuparon la mayor parte de la península griega y la mayoría de las islas. A pesar de varias propuestas de anexión territorial que se presentaron en Roma, ninguna se llevó a cabo durante la guerra. Esto se debió a la presión del rey de Italia, Víctor Manuel III, y de los alemanes, preocupados por evitar la hostilidad de la población griega, que ya se oponía firmemente a las anexiones de Bulgaria.
Sin embargo, en las islas Jónicas, siempre objetivo del expansionismo italiano, así como en las Cícladas, las autoridades civiles griegas fueron sustituidas por los italianos en preparación para una posterior anexión tras la guerra. Epiro, la zona cercana a la frontera con Albania, donde existía una importante minoría albanesa (los albaneses de Cham), fue reivindicado por irredentistas albaneses como Chamuria. Antes de la guerra gran parte de la propaganda italiana contra Grecia había girado en torno a la cuestión de Chamuria, con la que los italianos esperaban obtener el apoyo de Albania mediante la promoción del irredentismo en esta región y en Kosovo. Aunque los italianos querían anexionar Chamuria a Albania, los alemanes vetaron la propuesta. A pesar de que se nombró un Alto Comisionado de Albania, Xhemil Dino, su autoridad era limitada y durante la ocupación el área permaneció bajo el control directo de las autoridades militares en Atenas.
Otro caso de intento de creación de un estado de minoría respaldada por los italianos en territorio griego fue el arrumano Principado de Pindo, que debían abarcar las regiones de Macedonia Occidental, el norte de Tesalia y Epiro, y fueron regidos por Alkiviadis Diamandi y Nicolaos Matoussi. El grueso de la población arrumana, sin embargo, se negó a colaborar con los planes italianos, y el "principado" nunca logró el apoyo más que de los seguidores de Diamandi, la llamada "Legión romana". Con el incremento de las acciones de la resistencia en 1943 y la rendición de sus protectores italianos en septiembre de ese año el principado se desintegró.
En comparación con las otras dos zonas, el régimen de ocupación italiana fue relativamente moderado. A diferencia de los alemanes, y aparte de algunos comandantes locales, los militares italianos nunca aplicaron una política de represalias en masa y protegieron a los judíos de su territorio. Al controlar la mayor parte del campo los italianos fueron los primeros en tener que enfrentarse al movimiento de resistencia, creciente en 1942-43, pero no consiguieron contenerlo. A mediados de 1943, la Resistencia había logrado expulsar a las guarniciones italianas de algunas zonas montañosas, incluyendo varias ciudades, la creación de zonas liberadas (la "Grecia Libre"). Tras la rendición italiana en septiembre de 1943, la zona italiana fue tomada por los alemanes. Como resultado, las políticas alemanas antipartisanas y antisemitas se extendieron a este territorio.

### La zona de ocupación de Bulgaria
El Ejército búlgaro, entró en Grecia el 20 de abril de 1941 siguiendo a la Wehrmacht y ocupó la totalidad del noreste de Grecia al este del río Estrimón: (Macedonia Oriental y Tracia Occidental), a excepción de la prefectura de Evros, en la frontera con Turquía, que fue ocupada por los alemanes. A diferencia de Alemania e Italia, Bulgaria se anexionó oficialmente los territorios ocupados, que habían sido durante mucho tiempo un objetivo del irredentismo búlgaro, el 14 de mayo de 1941. En junio de 1942 ofreció la nacionalidad búlgara a los habitantes de la región.
En toda la zona búlgara su política fue la del exterminio o expulsión de la población, con el objetivo de forzar la "bulgarización" de tantos griegos como fuese posible y expulsar o matar al resto. Desde el comienzo de la ocupación se lanzó una campaña masiva de expulsión de todos los funcionarios griegos (alcaldes, jueces, abogados y gendarmes). Los búlgaros cerraron las escuelas griegas y expulsaron a los maestros, los clérigos griegos fueron sustituidos por sacerdotes de Bulgaria, y se reprimió con dureza el uso de la lengua griega: los nombres de pueblos y lugares cambiaron de las formas tradicionales griegas al búlgaro, y se desfiguraron incluso lápidas con inscripciones griegas.
Un gran número de griegos fueron expulsados y otros se vieron privados del derecho a trabajar debido a un sistema de licencias que prohibió la práctica de un oficio o profesión sin permiso. El trabajo forzoso fue introducido y las autoridades confiscaron la propiedad de las empresas griegas y se las concedieron a colonos de Bulgaria. A finales de 1941 más de 100.000 griegos fueron expulsados de la zona de ocupación búlgara. Los colonos búlgaros fueron alentados a asentarse en Macedonia mediante créditos gubernamentales e incentivos, incluyendo viviendas y tierras confiscadas a los locales.

#### La Insurrección de Drama
Ante esta situación se produjo una revuelta el 28 de septiembre de 1941. Partió de la ciudad de Drama y se extendió rápidamente por toda Macedonia. En Drama, Doxato, Choristi y muchas otras ciudades y pueblos se produjeron enfrentamientos con las fuerzas de ocupación. El 29 de septiembre, las tropas búlgaras se trasladaron a Drama y las otras ciudades rebeldes para sofocar el levantamiento. Se apoderaron de todos los hombres entre 18 y 45, ejecutando a más de tres mil personas sólo en Drama. Se estima que unos quince mil griegos fueron asesinados por el Ejército búlgaro durante las siguientes semanas y en el campo aldeas enteras fueron ametralladas y saqueadas.
Las masacres precipitaron un éxodo masivo de los griegos de la zona búlgara a la zona de ocupación alemana. Las represalias de Bulgaria continuaron después de la revuelta de septiembre, aumentando el torrente de refugiados. Algunas aldeas fueron destruidas por dar refugio a "los guerrilleros", que eran de hecho sólo supervivientes de las aldeas destruidas anteriormente. El terror y el hambre llegaron a ser tan grandes que el gobierno de Atenas sopesó planes para la evacuación de toda la población griega a la zona ocupada por Alemania. El hambre generalizada del invierno de 1941, que acabó con cientos de miles de personas en el país ocupado hizo que se abandonasen estos planes, dejando a la población expuesta a la represión otros tres años. 
A mediados de 1942 se calcula que la mitad de la población griega de la zona había sido expulsada por las autoridades búlgaras.
En mayo de 1943 comenzó la deportación de los judíos de la zona de ocupación búlgara. El mismo año el Ejército búlgaro amplió su zona de control a Macedonia Central, bajo supervisión germana, aunque esta zona no fue anexionada formalmente ni fue administrada por Bulgaria.

## Colaboracionismo
El general  Geórgios Çolakoğlu, que había firmado el tratado de armisticio con la Wehrmacht en contra de las órdenes del Estado Mayor, fue nombrado jefe de un nuevo régimen títere colaboracionista nazi en Atenas. Le sucedieron en el puesto de primer ministro otros dos destacados colaboracionistas griegos: Konstantinos Logothetopoulos y, más tarde, Ioannis Rallis.
Este último fue el responsable de la creación de los Batallones de Seguridad colaboracionistas griegos. Al igual que en otros países europeos, hubo griegos dispuestos a colaborar con las fuerzas de ocupación. Algunos lo hicieron porque compartían la ideología nacional-socialista, otros por ser extremadamente anticomunistas, y otros por oportunismo. 
Los alemanes estaban también deseosos de lograr el apoyo de los griegos y fomentaron las organizaciones fascistas locales, como la EEE (en griego antiguo: Ethniki Enosis Ellados), el EKK (Ethnikon Kyriarchon Kratos), el Partido Nacionalsocialista Griego (Elliniko Ethnikososialistiko Komma, EEK) acaudillado por George S. Mercouris y otras organizaciones menores favorables a los nazis, fascistas o antisemitas, como la ESPO ("Organización Patriótica Socialista Helénica") o la Sidira Eirini ("Paz de Hierro").
La ESPO, junto con el ministro del gobierno Georgios Bakos y representantes alemanes, trazaron planes para crear una división griega de las Waffen SS. Se abrieron dos oficinas de reclutamiento, en Atenas y Tesalónica, y se recibió en ellas la candidatura de 3.000 voluntarios en apenas unas semanas. Sin embargo, la división griega de las Waffen-SS no llegó a ver la luz del día por desavenencias entre diferentes miembros del gobierno colaboracionista griego. Aun así, unos miles de voluntarios griegos siguieron combatiendo junto al ejército alemán cuando éste abandonó Grecia en octubre de 1944, y lucharon en Eslovenia, Polonia y Alemania.
Por otro lado, entre las poblaciones minoritarias de Grecia, muchos albaneses de Cham colaboraron activamente con las fuerzas de ocupación del Eje en Thesprotia. Debido a estas actividades huyeron del país cuando la guerra terminó. En Macedonia la minoría eslava formó varias unidades paramilitares, como el Ohrana y colaboró ampliamente con las fuerzas de ocupación búlgaras en su intento de expulsar de sus áreas de ocupación a la población de cultura griega. La razón de que los ocupantes buscasen la colaboración de las minorías, que fracasó a los pocos meses del comienzo de la misma, fue el intento de reducir el número de tropas destinadas a controlar el país. Los intentos de buscar la colaboración de la población local para actividades militares sólo se reanudó en 1943, con la formación de los Batallones.

## Resistencia
Sin embargo, pocos griegos colaboraron con los nazis y la mayoría eligió bien el camino de la aceptación pasiva o el de la resistencia activa. La activa resistencia griega comenzó de inmediato cuando numerosos griegos huyeron a las colinas, donde nació un movimiento partisano. Uno de los episodios más conmovedores de la resistencia inicial tuvo lugar justo después de la Wehrmacht llegó a la Acrópolis el 27 de abril. Los alemanes ordenaron al guardia del pabellón, el evzon Konstandinos Koukidis que arriase la bandera griega. El soldado griego obedeció pero, cuando terminó, se envolvió en la bandera y se arrojó desde la acropolis, muriendo. Algunos días más tarde, cuando la Reichskriegsflagge ondeaba sobre el terreno más alto de la Acrópolis, dos jóvenes patriotas atenienses, Manolis Glezos y Apostolos Santas escalaron por la noche la acrópolis y arrancaron la bandera. Fue una de las primeras acciones de la resistencia griega y de las primeras en Europa, y por lo inspiró no sólo griegos, sino también a otros europeos bajo la dominación alemana.
La aguda crisis política y económica del territorio y la presencia de un movimiento nacional para coordinar el descontento de la población (principalmente EAM), facilitó la organización de la resistencia a las fuerzas ocupantes.
Los primeros signos de actividad de la resistencia armada se manifestaron en el norte de Grecia, donde el resentimiento en las anexiones de Bulgaria era muy fuerte, a principios de otoño de 1941. Los alemanes respondieron rápidamente, quemando varias aldeas y la ejecución de 488 civiles. La brutalidad de estas represalias, efectivamente, llevó a un repliegue temporal de la guerrilla, hasta que las actividades rebeldes resurgieron en 1942 en una escala mucho mayor. La mayor fuente de actividad insurgente eran las fuerzas de la guerrilla bajo control comunista, el Frente de Liberación Nacional (EAM), y su ala militar, la Ejército Popular de Liberación Nacional (ELAS), que llevó a cabo operaciones de sabotaje y ataques contra la Wehrmacht con notable éxito. Entre otros grupos de la resistencia se contaban una organización partidista de derecha, la Liga Griega Nacional Republicana (EDES), dirigida por un exoficial del Ejército, el coronel Napoleon Zervas, conocido republicano, y la Liberación Nacional y Social (EKKA), dirigida por el coronel Dimitrios Psaros, un monárquico. Estos grupos se formaron a partir de los restos del Ejército Helénico y las clases conservadoras de la sociedad griega. Desde 1943 EDES y ELAS se enfrentaron entre sí en la primera fase de la  guerra civil, que estalló finalmente tras la retirada de Alemania en octubre de 1944. EAM alegó que EDES había colaborado con las fuerzas alemanas de ocupación y los regímenes títere apoyados por los nazis de Çolakoğlu, Logothetopoulos y Rallis. Esta situación llevó a las batallas entre ELAS, EDES y los alemanes. Al mismo tiempo, ELAS atacó y destruyó la formación militar de Psaros.
Cuando Italia se rindió a los Aliados en el otoño de 1943, las fuerzas alemanas, que aquellos consideraban a punto de retirarse, se reagruparon y atacaron duramente tanto a las unidades italianas como a las de las organizaciones de la resistencia, enzarzadas para entonces en una guerra civil. Durante octubre y noviembre tanto EDES como ELAS sufrieron devastadores ataques de las fuerzas alemanas que se centraron poco después principalmente en atacar a la segunda organización.
Hay pruebas de que Zervas luego llegó a un acuerdo con el ejército alemán. Los partidarios del ala derechista y alemanes acordaron no atacarse unos a otros. Esta tregua dejó a los alemanes libre de sabotaje en algunas zonas y permitió a EDES suprimir rivales comunistas locales. Zervas, sin embargo, tenía órdenes, como ELAS, del cuartel general Aliado en Oriente Próximo de no atacar a los alemanes durante el invierno. Los alemanes, que habían infiltrado agentes en EDES, utilizaron la información lograda por estos en sus actividades contra los insurgentes y evitaron eliminar completamente a EDES para no dejar la resistencia en manos de los comunistas y mantenerla dividida y enfrentada.
La tregua entre EDES y los alemanes finalizó cuando los alemanes comenzaron a retirarse del país y los agentes británicos lograron que las organizaciones de la resistencia firmasen un acuerdo (el acuerdo de Plaka, 28 de febrero de 1944) que puso fin a la primera fase de la guerra civil. El escenario, sin embargo, ya estaba fijado para el próximo período de la historia griega: la guerra civil griega.

## Liberación y consecuencias
Las fuerzas alemanas comenzaron a evacuar la península griega en septiembre de 1944 ante el avance de fuerzas soviéticas en el sureste de Europa desde Ucrania, que amenazaba con cortar la retirada alemana.
Grecia fue uno de los pocos países europeos que ganó territorio tras la Segunda Guerra Mundial, cuando las islas del Dodecaneso, anteriormente italiano, se convirtieron en parte de Grecia en 1947.
También cabe decir que en Grecia las tropas británicas entraron e impusieron un régimen corrupto que provocó una reacción de la Resistencia griega (EAM), no pudiendo Gran Bretaña mantener la situación bajo control.
Por otro lado en 1947 Estados Unidos se trasladó a este escenario y apoyó una guerra que costó ciento sesenta mil muertos. Esta guerra estuvo continuada con torturas y el exilio de decenas de miles de griegos en lo que denominamos «campos de reeducación» así como la destrucción de cualquier posibilidad de resistencia o de partidos políticos independientes.

## El holocausto judío en Grecia

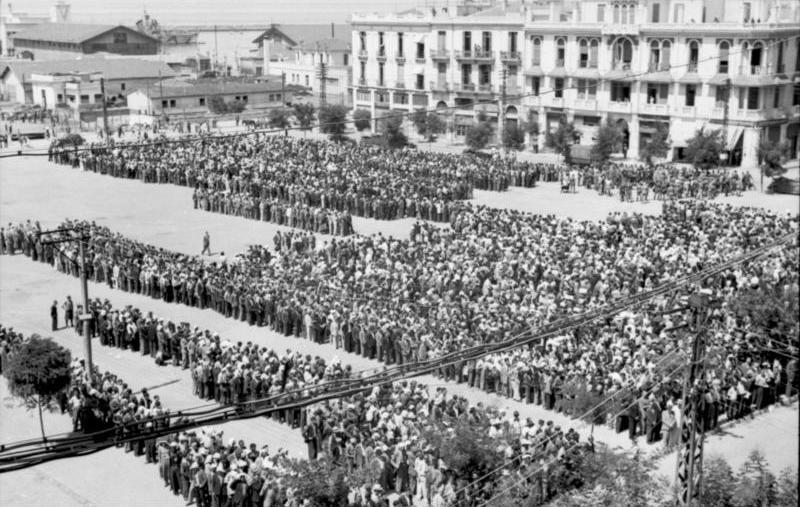
Registro de los judíos de Tesalónica, en la Plaza de la Libertad (Plateia Eleftherias) en julio de 1942.

Antes de la Segunda Guerra Mundial existían dos grupos principales de judíos en Grecia: los dispersos romaniotas, cuyas comunidades habían existido desde la antigüedad en Grecia; y la fuerte comunidad judía sefardí de Tesalónica, de aproximadamente 50.000 personas, originalmente formada por los judíos que habían huido de la Inquisición española en la Edad Media por la expulsión del Reino de Castilla y Aragón ordenada por los Reyes Católicos con el Edicto de Granada de 1492. Este último grupo de judios sefardíes había tenido un papel destacado en la vida de la ciudad durante cinco siglos, pero como ésta solo había pasado a formar parte del Estado griego moderno en la primera guerra de los Balcanes, no se había integrado tan intensamente.
Cuando se trazaron las zonas de ocupación, Tesalónica pasó a manos alemanas. Tracia quedó bajo control de Bulgaria. A pesar de las garantías en sentido contrario, los nazis y los búlgaros fueron imponiendo una serie de medidas antijudías. Periódicos judíos fueron cerrados, los antisemitas locales fueron alentados para publicar anuncios contra los judíos por las ciudades, y los hebreos de las zonas alemana y búlgara se vieron obligados a usar la estrella de David para que pudieran ser fácilmente identificados y quedasen aún más aislados de los griegos. Familias judías fueron expulsadas de sus casas y arrestadas mientras la prensa controlada por los nazis ponía a la opinión pública en su contra. En diciembre de 1942 los alemanes comenzaron a demoler el antiguo cementerio judío de Tesalónica, para que las lápidas antiguas pudiesen utilizarse como material de construcción de aceras y paredes. El sitio del cementerio viejo está ocupado actualmente por el campus de la Universidad Aristóteles de Tesalónica.

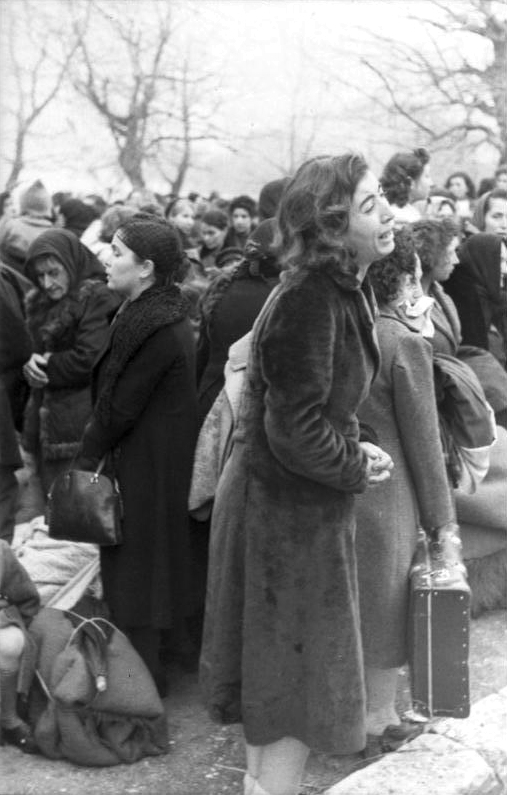
Una joven llora durante la deportación de los judíos de Ioánina el. Casi todas las personas deportadas fueron asesinadas alrededor del, cuando el tren que los transportaba llegó al campo de exterminio de Auschwitz-Birkenau.

A pesar de las advertencias de deportación inminente, la mayoría de los hebreos se mostraban renuentes a dejar sus hogares, aunque cientos de ellos hubiesen podido huir de la ciudad. Los alemanes y búlgaros comenzaron las deportaciones en masa en marzo de 1943, enviando a los judíos de Tesalónica y Tracia a los campos de exterminio de Auschwitz y Treblinka en un largo viaje, hacinados en los vagones. En el verano de 1943, los judíos de las zonas alemana y búlgara habían sido deportados y sólo quedaron los de la zona italiana. Las propiedades de los judíos de Tesalónica fueron distribuidas entre "supervisores" griegos, que fueron elegidos por un comité especial, el "Servicio para la Eliminación de la Propiedad Judía" (YDIP). En lugar de dar los apartamentos y negocios a los numerosos refugiados, sin embargo, se los adjudicaron a menudo a los amigos y familiares de los miembros del comité o a colaboracionistas.
En septiembre de 1943, con la capitulación italiana, los alemanes centraron su atención en la población judía de Atenas y del resto de los antiguos italianos ocupados en Grecia. En estas zonas su propaganda no fue tan eficaz ya que las antiguas comunidades judías romaniotas estaban bien integradas en la sociedad griega ortodoxa y no se distinguían fácilmente de los cristianos que, a su vez, estaban más dispuestos a resistir las exigencias de las autoridades alemanas. El arzobispo de Atenas, Damaskinos, ordenó a sus sacerdotes pedir a sus congregaciones su ayuda para los judíos y envió una carta en términos de enérgica protesta a las autoridades colaboracionistas y a los alemanes. Muchos ortodoxos arriesgaron sus vidas escondiendo judíos en sus hogares, a pesar de la amenaza de prisión. Incluso la policía griega ignoraba las instrucciones de entregar a los judíos a los alemanes. Cuando los dirigentes de la comunidad judía apelaron al primer ministro Ioannis Rallis este trató de aliviar sus temores afirmando que los judíos de Tesalónica habían sido culpables de actividades subversivas y que esta era la razón por la que habían sido deportados. Al mismo tiempo, Elías Barzilai, el gran rabino de Atenas, fue convocado por el Departamento de Asuntos Judíos y se le exigió que presentara una lista de nombres y direcciones de los miembros de la comunidad judía. En su lugar destruyó los registros de la comunidad, salvando así la vida de miles de judíos de Atenas. Aconsejó a los judíos atenienses que huyesen o se escondiesen. Pocos días después el propio rabino fue sacado clandestinamente de la ciudad por combatientes de ELAS y se unió a la resistencia. EAM-ELAS ayudó a cientos de judíos a escapar a la persecución alemana y muchos de ellos se unieron a la resistencia bien como combatientes o como intérpretes.
Al menos un 81% (cerca de 60.000 personas) de la comunidad judía griega de entreguerras pereció durante la ocupación. El porcentaje varía entre el 91% de Tesalónica, el 50% de Atenas o porcentajes menores en el campo, como el 36% de Volos. En la zona búlgara el porcentaje sobrepasó el 90%. En el caso excepcional de la isla jónica de Zante, sobrevivieron los 275 judíos, ocultándose en el interior de la ínsula.

## Influencias en la cultura de posguerra
La ocupación de Grecia por las fuerzas del Eje, especialmente la de las islas, ha tenido una presencia notable en la literatura y en el cine de lengua inglesa. Películas destacadas en las que cobran gran protagonismo los asaltos de las fuerzas especiales son, por ejemplo, Los que se arriesgan (They Who Dare, 1954), Emboscada nocturna (Ill Met by Moonlight, 1957, basada en hechos reales), Los cañones de Navarone (The Guns of Navarone, 1961), Evasión en Atenea (Escape to Athena, 1979) o La mandolina del capitán Corelli (de 2001, basada en la novela de mismo título, de 1994).

## Personajes destacados de la ocupación
| Colaboracionistas griegos: - El teniente general Geórgios Çolakoğlu, primer ministro en 1941-42. - Konstantinos Logothetopoulos, primer ministro en 1942-43. - Ioannis Rallis, primer ministro en 1943-44. - Sotirios Gotzamanis, ministro de Finanzas en 1941-43. - El general de división Georgios Bakos, ministro de Defensa, 1941-43.FXI - El coronel Ioannis Plytzanopoulos, comandante de los Batallones de Seguridad - El coronel Georgios Poulos, colaborador de las SS. Dirigentes de la Resistencia griega: - Aris Velouchiotis, principal "capitán" de ELAS. - Napoleon Zervas, caudillo militar de la EDES. - Dimitrios Psarros, caudillo militar de EKKA. - El general Stefanos Sarafis, comandante militar de ELAS. - Georgios Siantos, dirigente político de EAM. - Markos Vafiades, ELAS principal "capitán" de ELAS en Macedonia. - Evripidis Bakirtzis, presidente del Comité Político para la Liberación Nacional (PEEA) - Komninos Pyromaglou, dirigente político de EDES - Georgios Kartalis, dirigente político de EKKA Otras personlidades griegas - Damaskinos, arzobispo de Atenas. - Angelos Evert, jefe de la policía metropolitana de Atenas. - Manolis Glezos y Apostolos Santas. - George Psychoundakis, partisano cretense. | Funcionarios alemanes: - El embajador Günther Altenburg, ministro plenipotenciario alemán. - Hermann Neubacher, enviado especial del Reich, 1942-44. - Jürgen Stroop, HSSPF agosto-octubre de 1943. - Walter Schimana, HSSPF octubre de 1943 a octubre de 1944. - El general Alexander Löhr, comandante en jefe de la región de los Balcanes. - El general Hubert Lanz, comandante del XXII Cuerpo de Ejército. - El general Hellmuth Felmy, comandante militar del sur de Grecia. - El general Walter von Stettner, comandante de la I división de montaña - El general Karl Le Suire, comandante de la División 117 Jäger - El general Friedrich-Wilhelm Müller, comandante de la "Fortaleza Creta" - El general Heinrich Kreipe, comandante de la 22.ª División aerotransportada. - El doctor Max Merten, jefe de la administración militar de Salónica - Dieter Wisliceny, responsable de la deportación de la población judía de Salónica. - Friedrich Schubert, Sonderführer en Creta y Macedonia | Funcionarios italianos: - El embajador Pellegrino Ghigi, ministro plenipotenciario italiano en 1941-43. - El general Carlo Geloso, comandante del 11.º Ejército Italiano. Dirigentes de movimientos secesionistas: - Andon Kalchev, caudillo probúlgaro de la Ohrana. - Alchiviad Diamandi, autoproclamado Príncipe de Pindo. - Nicola Matushi, estrecho colaborador de Diamandi. Agentes británicos: - El brigadier Eddie Myers, SOE - El coronel Christopher Woodhouse, SOE - Patrick Leigh Fermor, SOE |